# Grand Prix de Tennis de Lyon 1999
Il Grand Prix de Tennis de Lyon 1999 è stato un torneo di tennis giocato sul cemento indoor.  
È stata la 13ª edizione del Grand Prix de Tennis de Lyon, 
che fa parte della categoria International Series nell'ambito dell'ATP Tour 1999.
Il torneo si è giocato al Palais des Sports de Gerland di Lione in Francia, dal 18 al 25 ottobre 1999.

## Campioni

### Singolare
Nicolás Lapentti ha battuto in finale  Lleyton Hewitt con il punteggio di 6–3, 6–2

### Doppio
Piet Norval /  Kevin Ullyett hanno battuto in finale  Wayne Ferreira /  Sandon Stolle con il punteggio di 4–6, 7–6(5), 7–6(4).